# Разстояние
Разстояние е величина, използвана в математиката и физиката като мярка за това колко близко или колко далече е едно тяло от друго.

## Разстояние между две точки
Разстоянието между две точки А и В в пространството (декартови координати) се дава с:
{\displaystyle d_{AB}={\sqrt {\sum _{i=1}^{n}(a_{i}-b_{i})^{2}}}}
където
{\displaystyle \quad A={\begin{pmatrix}a_{1}\\\vdots \\a_{n}\end{pmatrix}}\in \mathbb {R} ^{n}}{\displaystyle \quad B={\begin{pmatrix}b_{1}\\\vdots \\b_{n}\end{pmatrix}}\in \mathbb {R} ^{n}}
За тримерно пространство {\displaystyle \ \mathbb {R} ^{3}} формулата добива вида:
{\displaystyle d_{AB}={\sqrt {(x_{B}-x_{A})^{2}+(y_{B}-y_{A})^{2}+(z_{B}-z_{A})^{2}}}}
или опростено, ако са дадени 2 точки с координати (x1, y1, z1) и (x2, y2, z2) разстоянието между тях е:
{\displaystyle d={\sqrt {(\Delta x)^{2}+(\Delta y)^{2}+(\Delta z)^{2}}}={\sqrt {(x_{1}-x_{2})^{2}+(y_{1}-y_{2})^{2}+(z_{1}-z_{2})^{2}}}.}

## Разстояние между точка и права
Разстоянието между точка P(x1,y1) и права R е дължината на отсечката, с начало в т.P и перпендикулярна на правата {\displaystyle R:Ax+By+C=0}:
{\displaystyle d={\frac {|Ax_{1}+By_{1}+C|}{\sqrt {A^{2}+B^{2}}}}}

## Разстояние между точка и равнина
Разстоянието между точка P и равнина {\displaystyle L=Ax+By+Cz+D} е дължината на отсечката, перпендикулярна на равнината и с начало в точката P с координати (x1,y1,z1):
{\displaystyle d={\frac {|Ax_{1}+By_{1}+Cz_{1}+D|}{\sqrt {A^{2}+B^{2}+C^{2}}}}}
Разстоянието е скаларна величина (т.е. характеризира се само с големина) и не може да бъде отрицателно, за разлика от преместването, което е векторна величина. SI единицата за разстояние е метър.